# Arsenal (Pula)
Arsenal je gradska četvrt u Puli koja administrativno pripada Mjesnom odboru Stari Grad. Obuhvaća priobalno područje grada na kojem su se nalazili ratna luka, brodogradilište te ostala postrojenja namijenjena ratnoj industriji Austro-Ugarske, a po čemu je četvrt dobila naziv.

## Povijest
Francuski časnik, a potom zapovjednik austrijske mornarice, grof de l'Espin već je početkom 19. stoljeća uočio iznimne pogodnosti Pulskog zaljeva, zalažući se za preseljenje Arsenala iz Venecije u Pulu, a gradu na lagunama predskazivao novit trgovački prosperitet u supraništvu s Trstom. Iskustvo i poznavanje vojne tehnologije navele su pukovnika Giacoma Grazianija, na čelu austrijske pomorske inženjerije, na svesrdno zalaganje da se lučka postrojenja postave upravo na pulskom žalu, nakon čega će uslijediti izgradnja triju skladišta s prostorom za popravak i održavanje brodova (1846.).
Politička neizvjesnost revolucionarne 1848. godine bila je presudna za izbor lokacije za smještaj austrijske ratne flote. Podijeljena mišljenja o prednostima Pule ili Trsta, pa i drugih gradova na istočnoj obali Jadrana odgađala su konačnu odluku. Osservatore triestino tada je već najavljivao odluku o ostanku ratnih brodova u tršćanskoj luci. Tek nakon što je danski admiral Hans Birch Dahlerup, na čelu carske mornarice, zadužen za realizaciju ovog važnog projekta, obišao Rijeku, Crikvenicu, Kraljevicu, Bakar, Zadar i Šibenik, geostrateške prednosti Pule i prirodne pogodnosti zaštićenog zaljeva bile su presudni faktori za odluku o smještaju K.u.K. vojne baze s novim Arsenalom u Pulu.
Admiralskom zapoviješću br. 12. od 29. studenog 1856. godine zapovjednik mornarice, carev brat nadvojvoda Maksimilijan, utvrđuje upute za putovanje cara Franje Josipa I., carice Elizabete i njihove pratnje brodom "Elizabeth" iz Venecije u Pulu (da bi "svevišnji, svojom nazočnošću iskazao počast polaganju kamena temeljca Mornaričkog arsenala u izgradnji...") kao i opširni protokol o njihovom boravku u gradu.
Dana 9. prosinca iste godine polaganjem povelje i blagoslovom kamena temeljca, nakon što je Car tri puta udario čekićem po kamenu, na jarbol se podignuo carski stijeg, vojna glazba je zasvirala himnu, a s tvrđava je odjekivala počasna paljba (dvadeset i jedan topovski plotun), Car je posjetio vojarnu, razgledao bolnicu, Arsenal i brodogradilište, fregate "Schwarzenberg" i "Venus". Popodne je obišao utvrde i konačno nakon večere u 19,30 sati razgledao osvijetljenu Arenu. Boravak cara Franje Josipa I. u Puli i polaganje kamena temeljca za pulski arsenal bila je formalna potvrda onoga što je bilo prethodno dogovoreno, a zapravo već umnogome i učinjeno.
Vojno strateški planovi Monarhije u svezi s gradom i težnje poduzetnika za gospodarskom ekspanzijom vode investiranju velikog kapitala u izgradnju ne samo vojnih, već i stambenih objekata te infrastrukture u cjelini. U Arsenalu su izgrađene strojarska i limarska radionica, bojadisaonica, radionice za izradu jarbola, jedara, užadi, vesala i kolotura, kotlarska radionica, kovačnica s dvije dizalice, četiri kupolne peći, modelarnica, maketarnica, radionica torpeda, direkcija topništva s oružarnicom, zapovjedna zgrada Arsenala, pomorski muzej, spremišta za opremu brodovlja te na otočnom dijelu (koji je 1880. godine mostom spojen s kopnom) dva natkrivena navoza i dokovi. Grade se bojni brodovi - linijski i kazamatni brodovi, fregate, topovnjače, torpiljarke, podmornice...
Godine 1866., svega deset godina nakon polaganja kamena temeljca za Arsenal, u Puli obitava gotovo 17.000 ljudi. Stalan priljev novih stanovnika iz gotovo svih dijelova Monarhije, specijaliziranih i visokospecijaliziranih radnika, prisiljava vojnu upravu i vlast da radi na stalnom poboljšanju uvjeta stanovanja. Tako se isušuje močvara na Mostini, zatrpava kanal koji je iz Velikog polja (Campo Grande) prolazio podno brežuljka sv. Mihovil i Zaro te potočić kod starog mlina blizu gradske fontane. Grade se nove kuće za stanovanje, dovršava vodovod. Godine 1880. Pula ima zajedno s vojskom 28.472 stanovnika (1910. ima gotovo dva puta više stanovništva od Osijeka - 31.000, odnosno tri puta više od Splita - 21.407), broj kuća odnosno stanova popeo se na 7346. Godine 1910, ratna mornarica upošljavala je 7914 radnika, dok je pulska općina imala 6.346 zgrada za stanovanje te 11.294 stana ne računajući kuće i stanove časnika i dočasnika. 
U novoustrojenoj četvrti San Policarpo, do 1866. godine, oko Maksimilijanovog parka, prema planovima upravitelja građevinske sekcije mornarice - inženjera, kapetana fregate,  Carla Möeringa, a potom vojno - inženjerijskog satnika, Poljaka plemenitog Domaszewskog, izgrađene su vojna bolnica, mornarička vojarna, osam dvokatnih zgrada za stanovanje pripadnika mornarice, zgrada zapovjedništva mornarice a dovršen je i 1795 metara dugačak arsenalski zid koji je ograđivao nasuti prostor s radionicama i pristaništem, zid koji će kasnije od nepoželjnih posjetitelja dijeliti još jednu pulsku znamenitost - Arsenal i brodogradilište.